# Marcel Van Nieuwenborgh
Marcel Van Nieuwenborgh (Teralfene, 1946 - Onze-Lieve-Vrouw-Lombeek, 20 april 2015) was een Belgisch journalist en schrijver.

## Biografie
Marcel Van Nieuwenborgh studeerde filosofie en startte zijn carrière als journalist in 1968 bij Het Volk. In 1971 stapte hij over naar het dagblad De Standaard. Hij was er columnist en cultuurjournalist en maakte deel uit van de cultuurredactie, samen met Guido Van Hoof, Gaston Durnez, Vic De Donder, Jef De Roeck, Raf Butstraen, Mariette Vanhalewijn en Maria Rosseels. Verscheidene jaren leidde hij de boekenbijlage Standaard der Letteren. Zijn passies waren literatuur en China. Na zijn afscheid van de krant in 2006 werd Van Nieuwenborgh columnist bij Kerk & Leven, waarin hij over televisie schreef.
Hij was ook bestuurder van het Ferdinand Verbiest Instituut van de Katholieke Universiteit Leuven en publiceerde verschillende boeken over China. Hij schreef ook een poëziebundel, Een beetje rood doet wonderen. Van Nieuwenborgh schreef ook graag over de anekdotiek in de literaire wereld. Zijn bekendste boek is dan ook Literaire wandelingen door Brussel. Oud-collega Gaston Durnez typeerde hem als een 'literaire flaneur', zowel in zijn publicaties als in zijn artikels over uiteenlopende culturele onderwerpen in de krant.
Van Nieuwenborgh werd vaak gevraagd als jurylid, onder meer voor de Libris Literatuur Prijs en de Prijs Art in the Media. Hij was getrouwd met Annelies Van Cauwelaert, voormalig kabinetschef van de minister van Nederlandse Cultuur Rika De Backer en voorzitter van de Vaste Commissie voor Taaltoezicht.

## Publicaties
- China, vermoed ik, De Clauwaert, 1977.
- Zonsondergang met palmen : prentkaarten uit het Verre Oosten en van dichterbij, 1983.
- Ferdinand Verbiest : missionaris of spion ?, 1984.
- Het rapport van de keukengod, 1985.
- Een beetje rood doet wonderen, 1986.
- Alle plezier is van papier, 1989.
- De Chinese karpersprong, 1989.
- Een aanslepende humeurigheid, 1989.
- De staart van de eeuw, 1990.
- Literaire wandelingen door Brussel, Leuven, Davidsfonds, 1990.
- A Bruxelles, 1990.
- Rimbaud : een seizoen in Brussel, 1991.
- De sneeuwman is mijn beste vriend, 1991.
- De Welriekendedreef, 1992.
- China in Kuifje, 1993.
- De tante van Conrad : verhalen over boeken, 1994.
- Een leeuw in Peking, 1996.
- In het land dat durfde : terugblik op Expo '58, 1999
- Bruin, diepzwart of blauw ?, 2000
- Negen Spoetniks met bretellen, 2000